# Roberto Zárate
Roberto Héctor Zárate (Buenos Aires, 15 dicembre 1932 – Buenos Aires, 6 novembre 2013) è stato un calciatore argentino, di ruolo attaccante.
Anche il figlio, Roberto Oscar Zárate, è stato un calciatore.

## Caratteristiche tecniche
Ala sinistra, venne paragonato per il suo stile di gioco a Félix Loustau. Anche se non giocò da centravanti ebbe una spiccata propensione al gol, come dimostrò sia al River Plate che al Banfield.

## Carriera

### Club
Soprannominato Mono (scimmia), Zárate iniziò la propria carriera da calciatore professionista nel 1950 con la maglia del River Plate; nella sua prima stagione non andò mai a segno. Nel campionato 1951 marcò la sua prima rete con il River, segnando alla dodicesima giornata il gol del 3-0 sul Gimnasia La Plata. L'annata 1952 vide il River Plate vincere il campionato nazionale, con Zárate ancora non considerato un titolare fisso; la formazione di Núñez si ripeté anche l'anno seguente. Nel 1954 Zárate ebbe maggior spazio in prima squadra, arrivando a marcare due reti; la contemporanea presenza di Loustau, reduce dagli anni della cosiddetta Máquina, inizialmente limitò le possibilità di scendere in campo di Zárate. Fu proprio Zárate, però, a succedere al giocatore di Avellaneda, una volta che egli si trasferì all'Estudiantes. Una volta ottenuto il posto da titolare (già nel 1955 aveva avuto maggiori occasioni, segnando 6 reti e decidendo il campionato con il gol dell'8 dicembre 1955 nel Superclásico) Zárate giocò stabilmente come ala sinistra, divenendo anche capocannoniere del torneo del 1957, con 22 reti. Nel 1960 decise di lasciare il River Plate per il Banfield, compagine che militava in seconda serie; vi esordì nel 1961. L'anno seguente si rese determinante per la promozione del club in Primera División, segnalandosi per la sua capacità realizzativa. Nel 1967 chiuse la carriera dopo 354 partite e 125 reti totali.

### Nazionale
Con la propria selezione nazionale raccolse 14 presenze e 5 gol tra il 1956 e il 1963. Debuttò il 15 febbraio 1956, scendendo in campo come ala sinistra nel 2-3-5 di Stábile durante l'incontro del Campeonato Sudamericano tra Argentina e Uruguay. Quella rimase la sua unica presenza in tale competizione. In seguito fu impiegato per 4 partite delle qualificazioni al campionato mondiale di calcio 1958, in cui mantenne una buona media realizzativa, mettendo a referto tre marcature. Ciononostante, fu escluso dalla lista dei convocati per il Mondiale, giocando tre amichevoli nel 1958, sue ultime gare nella gestione Stábile. Horacio Torres lo convocò per il Sudamericano 1963, riportandolo così in Nazionale dopo cinque anni. Zárate debuttò contro la Colombia, segnando due reti, una al terzo minuto e l'altra all'89º. Contro il Perù tornò a far gol, realizzando l'1-0 al 57º minuto; all'80º dopo fu rimpiazzato da Juan Carlos Lallana. Contro il Brasile, il 24 marzo a La Paz, giocò tutto l'incontro, così come contro la Bolivia il 28 marzo. L'ultima gara in cui scese in campo fu quella del 31 marzo con il Paraguay, in cui venne sostituito a partita in corso nuovamente da Lallana.
Muore all'età di 88 anni il 6 novembre 2013.

## Palmarès

### Club

#### Competizioni nazionali
- Campionato argentino: 4

River Plate: 1952, 1953, 1955, 1956, 1957

### Individuale
- Capocannoniere della Primera División: 1

1957 (22 gol)